# Pirofosfatasa
Pirofosfatasa es el nombre genérico de un grupo de enzimas con actividad hidrolasa que catalizan la ruptura del enlace de alta energía entre grupos fosfatos del compuesto químico pirofosfato. Dicha actividad suele estar asociada a rutas metabólicas termodinámicamente desfavorables, pues la mencionada hidrólisis es muy exergónica.
Suele hacerse referencia a una pirofosfatasa inorgánica como aquella que degrada moléculas de pirofosfato. Sin embargo, existen otras enzimas con actividad ligeramente distinta, como la tiamín pirofosfatasa (que degrada tiamín difosfato). Existen pirofosfatsas, como las de la vacuola (H+ PPiasa), que intervienen en el transporte de membrana del tonoplasto.